# Diego Sarmiento de Sotomayor
Diego Sarmiento de Sotomayor (Salvatierra de Miño, c. 1570-Sevilla, c. 1618) fue un noble y militar español, titulado I conde de Salvatierra.

## Orígenes familiares
Diego Sarmiento de Sotomayor era hijo de Garci Sarmiento de Sotomayor, IV señor del Sobroso y de Salvatierra, y de Leonor Sarmiento de Mendoza.

## Biografía
En 1585 acudió con sus vasallos de Salvatierra de Miño a enfrentarse con el pirata Francis Drake en la Ría de Vigo. Tres años más tarde se unió a la Armada Invencible en la fallida invasión de Inglaterra.
El 20 de febrero de 1613, Felipe III le otorgó el título de conde de Salvatierra y lo nombró asistente de Sevilla, cargo que desempeñó durante el periodo comprendido entre 1613 y 1618, siendo sucedido en dicho puesto por Alonso de Bracamonte, Conde de Peñaranda.

## Matrimonio e hijos
Diego Sarmiento de Sotomayor contrajo matrimonio con Leonor de Luna y Enríquez de Almansa, hija del VII señor de Fuentidueña, con la que tuvo varios hijos:
- García Sarmiento de Sotomayor y Luna, II conde de Salvatierra, virrey de la Nueva España, XVI virrey del Perú y asistente de Sevilla.[3]
- Antonio Sarmiento de Luna y Enríquez, obispo de Coria y después de Sigüenza.
- Diego Sarmiento de Sotomayor y Luna, III conde de Salvatierra.
- Francisco Sarmiento de Luna (1615-1683), agustino, obispo de Michoacán, Almería y Coria.
- Luisa Enríquez de Sarmiento (m. 1675), casada con Philippe Balthazar de Gand, conde de Isenghien.